# Amor real
Amor real er en mexicansk tv-serie fra 2003. Hovedrollerne spilles af henholdsvis Adela Noriega (Matilde Peñalver y Beristáin de Fuentes Guerra) og Fernando Colunga (Manuel Fuentes Guerra).